# Zwitserse referenda 1876

De referenda in Zwitserland in 1876 vonden plaats op 23 april en 9 juli 1876.

## April

### Referendum
Het eerste referendum van het jaar vond plaats op 23 april 1876 en had als voorwerp de federale wet op de uitgifte en omwisseling van bankbiljetten. De Zwitserse bevolking verwierp deze wet met 120.068 stemmen voor (38,3 %) tegen 193.253 stemmen tegen (61,7 %).

### Resultaat
| Keuze           | Aantal stemmen | %    |
| --------------- | -------------- | ---- |
| Voor            | 120.068        | 38,3 |
| Tegen           | 193.253        | 61,7 |
| Ongeldig/blanco |                | –    |
| Totaal          | 313.321        | 100  |

## Juli

### Referendum
Het tweede referendum vond plaats op 9 juli 1876 en had als voorwerp de federale wet omtrent de belasting op de militievrijstelling. Ook deze wet werd verworpen door de bevolking, met 156.157 stemmen voor (45,8 %) tegen 184.894 stemmen tegen (54,2 %).

### Resultaat
| Keuze           | Aantal stemmen | %    |
| --------------- | -------------- | ---- |
| Voor            | 156.157        | 45,8 |
| Tegen           | 184.894        | 54,2 |
| Ongeldig/blanco |                | –    |
| Totaal          | 341.051        | 100  |